# Яннакконе, Джильда
Джильда Яннакконе (итал. Gilda Jannaccone; род. 11 марта 1940, Неаполь) — итальянская легкоатлетка, специалистка по бегу на средние дистанции и кроссу. Выступала за национальную сборную Италии по лёгкой атлетике в конце 1950-х — начале 1960-х годов, многократная чемпионка итальянского национального первенства, рекордсменка страны, участница летних Олимпийских игр в Риме.

## Биография
Джильда Яннакконе родилась 11 марта 1940 года в Неаполе, Италия. Проходила подготовку в клубе Libertas Ridolfi.
Первого серьёзного успеха как спортсменка добилась в сезоне 1958 года, когда одержала победу в зачёте итальянских национальных первенств в беге на 800 метров и в беге по пересечённой местности. Впоследствии удерживала звание чемпионки Италии в этих дисциплинах в течение шести лет вплоть до 1963 года.
Благодаря череде удачных выступлений Яннакконе удостоилась права защищать честь страны на домашних летних Олимпийских играх 1960 года в Риме — на предварительном этапе дисциплины 800 метров показала время 2:13,72 и не смогла квалифицироваться в финал.
После римской Олимпиады Джильда Яннакконе ещё в течение некоторого времени оставалась в основном составе итальянской национальной сборной и продолжала принимать участие в крупнейших международных соревнованиях. Так, в 1962 году она побывала на чемпионате Европы в Белграде, где так же остановилась на отборочном этапе восьмисотметровой дисциплины, показав результат 2:13,6.
В 1964 году обновила свой личный рекорд в беге на 800 метров, преодолев эту дистанцию за 2:08,9. Этот рекорд в то время также имел статус национального.